# Lijst van burgemeesters van Schoonrewoerd
Dit is een lijst van burgemeesters van de voormalige Nederlandse gemeente Schoonrewoerd in de provincie Zuid-Holland tot deze op 1 januari 1986 opging in de gemeente Leerdam.
| Ambtsperiode | Naam burgemeester         | Partij of stroming | Bijzonderheden                                                                                  |
| ------------ | ------------------------- | ------------------ | ----------------------------------------------------------------------------------------------- |
| ??           | ??                        |                    |                                                                                                 |
| 18?? - 1852  | P. Middelkoop             |                    |                                                                                                 |
| 1852 - 1867  | J. Hoolboom               |                    | In dezelfde periode tevens burgemeester van Hei- en Boeicop, later burgemeester van Alkemade    |
| 1867 - 1871  | A.J. Goudriaan            |                    | In dezelfde periode tevens burgemeester van Hei- en Boeicop, later burgemeester van Hardinxveld |
| 1871 - 1882  | H.R. Vogelsang            |                    | In dezelfde periode tevens burgemeester van Leerdam                                             |
| 1882 - 1915  | Antonie Cornelis de Leeuw |                    |                                                                                                 |
| 1915 - 1937  | D.C. de Leeuw             |                    | In een deel van dezelfde periode tevens burgemeester van Hei- en Boeicop                        |
| 1937 - 1960  | A.J. de Wolff             |                    | In (een deel van) dezelfde periode tevens burgemeester van Hei- en Boeicop                      |
| 1961 - 1974  | Pleun (P.) Visser         | CHU                | In (een deel van) dezelfde periode tevens burgemeester van Hei- en Boeicop en Lexmond           |
| 1974 - 1986  | G. (Gijsbertus) Hokken    | CHU / CDA          | In dezelfde periode tevens burgemeester van Hei- en Boeicop en Lexmond                          |